# جيمس فوربس
جيمس فوربس (بالإنجليزية: James Forbes)‏ هو سياسي أمريكي، ولد في 1731 بمقاطعة تشارلز في الولايات المتحدة، وتوفي في 1780. انتخب عضو مجلس النواب لولاية ماريلند.